# كأس الاتحاد الأوروبي 1984–85
كأس الاتحاد الأوروبي 1984–85 (بالإنجليزية: 1984–85 UEFA Cup)‏ هو الموسم الرابع عشر من بطولة كأس الاتحاد الأوروبي. أقيم بمشاركة 64 فريقاً.
حقق ريال مدريد الإسباني لقب البطولة للمرة الأولى في تاريخه بعد فوزه في النهائي على فيديوتون المجري بنتيجة 3-1 في مجموع المباراتين.

## نتائج الموسم
| المركز | فريق       | لعب | ف | ت | خ | له | عليه | ف.أ | نقاط | ملاحظة |
| ------ | ---------- | --- | - | - | - | -- | ---- | --- | ---- | ------ |
|        | ريال مدريد |     |   |   |   |    |      |     |      |        |